# Günther Edler
Günther Horst Richard Edler (* 21. Februar 1931 in Hannover; † 14. Januar 2020 in Mönchengladbach-Rheydt) war ein deutscher Betriebswirtschafter und Hochschulrektor der Hochschule Niederrhein.

## Leben
Edler studierte nach einer Lehre als Tischler Betriebswirtschaft und graduierte als Diplom-Kaufmann. 1967 wurde er Dozent an der Staatlichen Höheren Wirtschaftsfachschule Mönchengladbach. Mit Neuorganisation ab 1971 zur Fachhochschule Niederrhein wurde er Professor für Betriebswirtschaftslehre, insbesondere Organisationslehre und Handelsbetriebslehre sowie Wirtschaftsinformatik. 1980 wurde er in Nachfolge von Gründungsrektor Karlheinz Brocks Rektor der Fachhochschule Niederrhein bis 1990. In seiner Amtszeit als Rektor fiel die Verdoppelung der Studentenzahlen auf über 10.000 Studierende sowie die Einführung des dualen Studiums. 1993 ging er in den Ruhestand, war aber als Lehrbeauftragter bis 2006 an der Hochschule aktiv.
Günther Edler engagierte sich außerdem im Hochschullehrerbund (hlb), einer Berufsvertretung der Professoren an Hochschulen für angewandte Wissenschaften/Fachhochschulen. Zudem war er Herausgeber der Verbandszeitschrift „Die neue Hochschule“.